# Тополек (Саратовська область)
Тополек (рос. Тополёк) — залізнична станція у Івантієвському районі Саратовської області Російської Федерації.
Населення становить 90 осіб. Орган місцевого самоврядування — Раєвське муніципальне утворення.

## Історія
Населений пункт розташований у межах українського історичного та культурного регіону Жовтий Клин.
Від 23 липня 1928 року в складі Пугачовського округу Нижньо-Волзького краю. Орган місцевого самоврядування від 2005 року — Раєвське муніципальне утворення.

## Населення
1. Н/Д[2]

1. Н/Д[3]